# María Vázquez
María Rodríguez Vázquez (Vigo, 19 de març de 1979) és una actriu gallega.

## Biografia
Nascuda a Vigo, la seva vida està molt lligada a Carballedo (Lugo), terra dels seus avis materns. Malgrat la seva joventut, María Vázquez ha participat en pel·lícules i sèries de televisió, tant amb intervencions com amb diversos personatges fixos.
Intèrpret que va començar la seva carrera professional a la fi dels anys 90, quan va realitzar un paper secundari en la sèrie juvenil Al salir de clase. Des de llavors ha fet un intens treball actoral a Espanya, sobretot en Galícia. Ha aparegut en llargmetratges de projecció a les ordres de directors tan coneguts com Montxo Armendáriz o Icíar Bollaín.
Un altre àmbit en el qual ha desenvolupat la seva carrera interpretativa és la pantalla petita, amb papers en sèries de TVE 1, Antena 3, Telecinco i de TVG. En aquesta última va protagonitzar la sèrie Padre Casares durant un parell de temporades.

## Pel·lícules
- San Bernardo (2000), de Joan Potau. Com Recepcionista.
- Silencio Roto (2001), de Montxo Armendáriz. Com Sole.
- Deseo (2002), de Gerardo Vera. Com Raquel.
- El año de la garrapata (2004), de Jorge Coira. Com Patricia.
- A golpes (2005), de Juan Antonio Córdoba. Com Vicky.
- La noche del hermano (2005), de Santiago García de Leániz. Com María.
- La dama boba (2006), de Manuel Iborra. Com Clara.
- Mataharis (2007), d'Icíar Bollaín. Com Inés.
- A Mariñeira (2008), d'Antón Dobao. Com Patrocinio.
- O club da calceta (2009), de Antón Dobao.
- 18 comidas (2010), de Jorge Coira.
- La playa de los ahogados (2015), de Gerardo Herrero. Com Farmacéutica.
- María y los demás (2016), de Nely Reguera.[4]
- Quien a hierro mata (2019), de Paco Plaza.
- Matria (2023), d'Álvaro Gago, com a Ramona.

## Curtmetratges
- Postales de la India (2000), de Juanjo Díaz Polo. Com Gloria.

## Televisió

### Personatges fixos
- Raquel busca su sitio (2000). (25 episodis). TVE. Com Rosa.
- Fíos (2001). TVG.
- Ana y los siete (2003). (5 episodis). TVE. Com Lola.
- La vida de Rita (2003). (5 episodis). TVE. Com Berta.
- Al filo de la ley (2004). (13 episodis). TVE. Com Olga.
- Padre Casares (2008-2010). (58 episodis). TVG. Com Iria.
- La fuga (2012). (12 episodis) Telecinco. Com Julia Molina "Jota".
- Augasquentes (2016). TVG. Com Ana Ledo.
- Vivir sin permiso (2020). Telecinco. Com Diana Escudero.
- Néboa (2020). TVE. Com Rosa.

### Personatges episòdics
- Al salir de clase (1998). (4 episodis). Telecinco. Com Cristina
- Compañeros (2000). (2 episodis). Antena 3. Com Alba
- Hospital Central (2008). (11 episodis). Telecinco. Com Trini
- Fariña (2018). (10 episodis). Antena 3. Com Maruxa

En 2009 treballa en el programa Showmatch per a fer una càmera oculta fingint tenir una sèrie de televisió anomenada "Ave María" amb l'elenc de Showmatch.

## Teatre
- Historias mínimas (2012), dirigida per Víctor Duplá.[5]
- Animal (2013), dirigida per Rubén Ochandiano.[6]
- La evolución (2014), dirigida per Rubén Ochandiano.
- Femenino singular (2014), dirigida per Emilio del Valle.[7]
- Sueño (2016), dirigida per Andrés Lima.[8]
- A leituga (2019), dirigida per Víctor Duplá.[9]
- Fariña (2019), dirigida per Tito Asorey.[10]

## Premis i nominacions
Premis Goya
| Any  | Categoria                                                    | Pel·lícula | Resultat |
| ---- | ------------------------------------------------------------ | ---------- | -------- |
| 2007 | Premi Goya a la millor interpretació femenina de repartiment | Mataharis  | Nominada |

Medalles del Cercle d'Escriptors Cinematogràfics
| Any  | Categoria                | Pel·lícula | Resultat   |
| ---- | ------------------------ | ---------- | ---------- |
| 2007 | Millor actriu secundària | Mataharis  | Guanyadora |

Premi Ojo Crítico de Cine de RNE
| Año  | Categoría            | Película  | Resultado  |
| ---- | -------------------- | --------- | ---------- |
| 2007 | Millor interpretació | Mataharis | Guanyadora |

Premis Mestre Mateo
| Any  | Categoria                                    | Pel·lícula             | Resultat   |
| ---- | -------------------------------------------- | ---------------------- | ---------- |
| 2004 | Millor interpretació femenina de repartiment | El año de la garrapata | Nominada   |
| 2009 | Millor interpretació femenina protagonista   | O club da calceta      | Guanyadora |
| 2017 | Millor interpretació femenina de repartiment | María y los demás      | Nominada   |

- Premi Cineuropa 2019.[12]